# インフラ調査士
インフラ調査士（いんふらちょうさし）は、一般社団法人日本非破壊検査工業会が認定する資格。
国土交通省により、本資格のうち、専門が橋梁（鋼橋）、橋梁（コンクリート橋）、トンネルについては、公共工事に関する調査及び設計等の品質確保に資する技術者資格に登録されている。

## 区分
- インフラ調査士

専門分野に応じて、以下の4区分がある。
```
*橋梁（鋼橋）
*橋梁（コンクリート橋）
*トンネル
*付帯施設
```

- インフラ調査士補

## 受験資格
インフラ調査士は、いずれかの要件を満たすこと
- 非破壊試験技術者（JIS Z 2305 資格保有者）：RT,UT,PT,MT,ET,SM,TT,LT レベル不問
- 日本非破壊検査工業会  コンクリート構造物の配筋探査技術者（土木）,（建築）
- NDIS 0602 非破壊検査総合管理技術者
- NDIS 0604 赤外線サーモグラフィ試験技術者
- NDIS 0605 もれ試験技術者
- 3年以上のインフラ点検実務経験者（直近3年間で120日以上）
- 日本非破壊検査工業会  インフラ調査士補資格保有者

インフラ調査士補は、満18歳以上であること

## 資格取得の流れ
インフラ調査士は、次のとおり。
- 講習：東京で実施する。2日間の座学講習
- 学科（一次）試験：東京、大阪、福岡で実施する。4者択一の筆記試験
- 実技（二次）試験：東京で実施する。論文を事前提出し、面接、および実技試験

インフラ調査士補は、次のとおり。
- 学習及び試験をe-ラーニング方式で行い、修了試験に合格すると修了証を発行する